# Хофер, Андреас (художник)
Андреас Хофер (нем. Andreas Hofer, род. 1963 в Мюнхене, живёт и работает в Берлине, Германия) — современный немецкий художник, создаёт работы в жанре живописи, скульптуры, инсталляции.

## Творчество
На выставке «Phantom Gallery», которая проходила в Цюрихе и Лос-Анджелесе в 2008 г., Андреас Хофер показал пустое пространство. Следы от полок и плакатов на пожелтевших стенах создавали эффект призрачного присутствия. Минималистичный выбор средств для этой выставки может удивлять, так как обычно визуальный язык Андреаса Хофера богат и наполнен образами и символами. Но какие бы медиа не выбрал художник, его работы наполнены демонами и тенями прошлого. Темная вселенная Хофера населена фантомами и супергероями, художник использует образы немецкого романтизма, нацистские символы, сюрреализм, христианскую иконографию, оккультизм и фетиши американской культуры. Андреас Хофер обычно подписывает работы «Andy Hope 1930» — дата начала отсчета современности на взгляд художника.

## Образование
- Academy for Visual Arts, Munich
- Chelsea College of Art and Design, London

## Персональные выставки
- 2009 «Air tsu dni oui sélavy» Hauser & Wirth London, Piccadilly
- 2009 «White Space Black» Oldenburger Kunstverein, Oldenburg
- 2008 «City of Sokrates» Galerie Guido W. Baudach, Берлин, Германия
- 2008 «Valleys of Neptune» Galerie Christine Mayer, Munich (and 2004, 2002)
- 2008 «Phantom Gallery», Галерея Hauser & Wirth в Цюрихе; Галерея Hauser & Wirth в Лос-Анджелесе
- 2007 «The Long Tomorrow» MARTa Herford Museum, Herford, Германия
- 2007 "Sweet Troubled Souls: 13 Portraits of Women, " Yola Noujaim, Париж
- 2007 "Only Gods Could Survive, " Metro Pictures, Нью-Йорк
- 2006 «This Island Earth» (недоступная ссылка) Hauser & Wirth London, Лондон, Великобритания
- 2005 "Galassia che vai, " Galerie Bleich-Rossi, Graz, Австрия
- 2005 "Two Bad, " Galerie Bernd Kugler, Innsbruck, Австрия
- 2005 "Welt ohne Ende, " Städtische Galerie im Lenbachhaus, Мюнхен, Германия
- 2005 "Andreas Hofer. Time Banners, " Galerie Nomadenoase, Париж, Франция
- 2004 «Circus City 4419,» Remise, Bludenz, Германия
- 2004 "Winterheat, " Galerie Parisa Kind, Frankfurt Main, Германия
- 1999 "Ich seh nach draußen und seh die Wand, " SITE-Ausstellungsraum, Дюссельдорф, Германия
- 1996 "c/o Puschmann, " Ausstellungsraum Balanstrasse, Мюнхен, Германия

## Работы
- «Untitled — staircase», 2009
- «Small Riddler Room», 2008
- «Maiden of the seven seas», 2008
- «Black Square» (недоступная ссылка), 2008
- «Sunday World», 2008
- «Before Sunset» (недоступная ссылка), 2008 (живопись)
- «Typhoon Foom», 2008 (живопись)
- «LoLuLiLane», 2008 (живопись)
- «Legends», 2008 (коллаж)
- Инсталляция «Phantom Gallery», 2008
- «The Long Tomorrow» (недоступная ссылка), 2007—2008
- «No» (недоступная ссылка), 2007
- «A Abstraction» (недоступная ссылка), 2007
- «V People», 2007
- «Cosmic Man», 2007
- «Weird Science/4419», 2007
- «4419», 2007
- «Fourth World 4419», 2007 (рельеф)
- «The same spot for 2500 years», 2007 (живопись)
- «Sweet Troubled Souls», 2007 (живопись)
- «Outland», 2006 (живопись)
- «We Will Buy Your Dreams» (недоступная ссылка), 2006 (живопись)
- «Cynn Fantura», 2006 (живопись)
- «Therah», 2006 (живопись)
- «Cira», 2006 (живопись)
- «New Africa», 2006 (живопись)
- «This Island Earth» (недоступная ссылка), 2006 (графика, серия «This Island Earth» из 20 работ)
- «This Planet Earth», 2006 (графика, серия «This Island Earth» из 20 работ)
- «Reich» (недоступная ссылка), 2006 (скульптура)
- «Godland», 2005
- «Forbidden Worlds» (недоступная ссылка), 2005
- «Wicked West», 2005
- «Atomika», 2004
- «Antichrist Superstar», 2002
- «Dark Desires», 1998—2005
- «Doom Brigade» (недоступная ссылка), 1998—2006
- «Silver Gunslinger», 1998
- «Londußdorf», 1996